# Maison des architectes (Châteaudun)
Pour les articles homonymes, voir Maison des Architectes.
La maison des architectes du château est situé dans la ville de Châteaudun, sous-préfecture du département français d'Eure-et-Loir, en région Centre-Val de Loire.

## Histoire
Elle fait l’objet d’un classement au titre des monuments historiques depuis le 17 juin 1941.

## Architecture

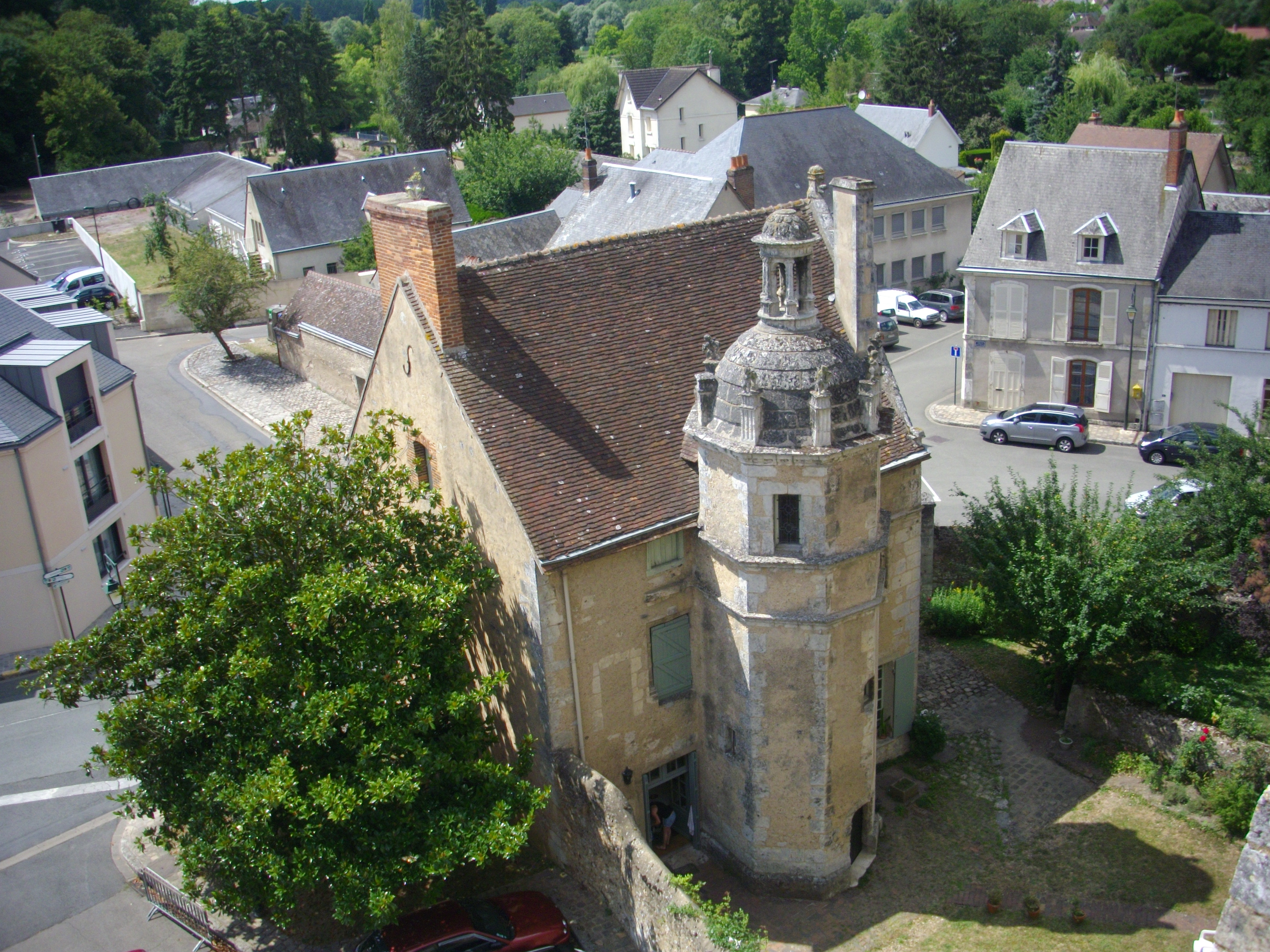
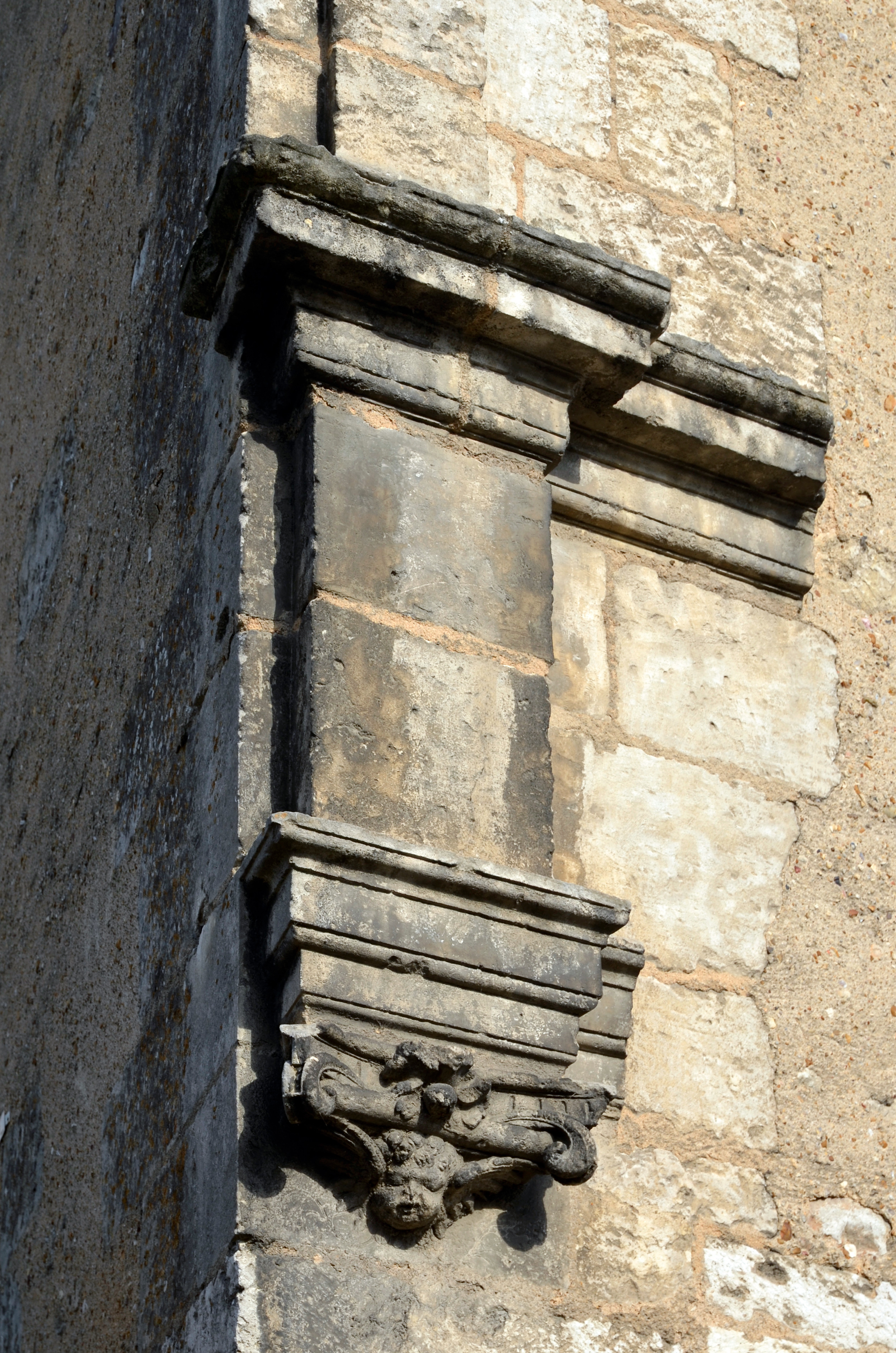
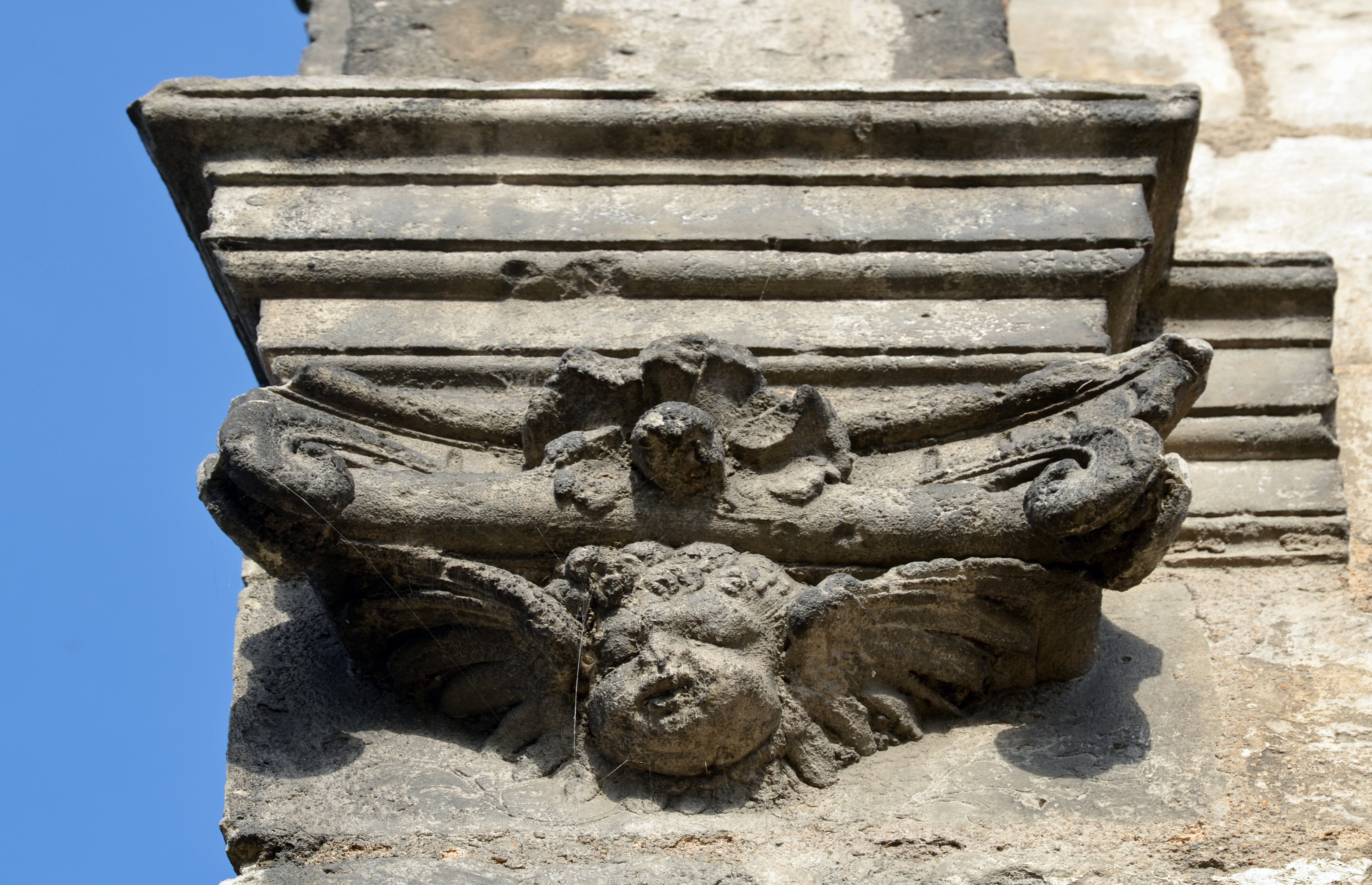